# Église Notre-Dame-des-Mines d'Aubin
L'église Notre-Dame-des-Mines d'Aubin est une église située en France sur la commune d'Aubin, dans le département de l'Aveyron en région Occitanie.
Elle fait l'objet d'une inscription au titre des monuments historiques depuis 2001 et a été labellisée « Patrimoine du XXe siècle ».

## Protection
L'édifice fait l'objet d'une inscription au titre des monuments historiques depuis le 30 avril 2001 et est également labelisé « Patrimoine du XXe siècle » .

## Historique
L'église fut construite à partir de 1942 pour remplacer l'ancienne chapelle en bois des mineurs de la mine du Banel. C'est un édifice contemporain réalisé sur les plans d'André Salvan et André Boyer, architectes à Rodez. Elle fut, par la suite, embellie par les fresques de Gabriel Genieis et les vitraux des moines d'En Calcat.